# Stimming (Musiker)
Martin Stimming (* Dezember 1983 in Gießen), bekannt unter seinem Künstlernamen Stimming, ist ein deutscher Musikproduzent aus Hamburg. Er ist insbesondere dafür bekannt, handgemachte Klänge und Field Recordings in seinen Kompositionen zu verwenden und während Live-Sets häufig mit Improvisation zu arbeiten.

## Leben
Stimming wurde 1983 in Gießen geboren, ist in Butzbach in der Nähe von Frankfurt am Main aufgewachsen und hat eine klassische Musikausbildung genossen. Im Alter von 10 Jahren spielte er Violine, Klavier und Schlagzeug, begann mit 16 Jahren elektronische Musik zu produzieren und zog mit 19 Jahren nach Hamburg, um das SAE Institute (School of Audio Engineering) zu besuchen, wo er einen Kurs zum Electronic Music Producer absolvierte.
Im Jahr 2006 lernte Stimming die DJs und Produzenten Solomun und Adriano kennen, die in diesem Jahr gerade ihr Label Diynamic gegründet hatten. Er begann unter Diynamic zu veröffentlichen und hat bis heute vier Alben sowie mehrere Singles mit dem Label herausgebracht. Viele der auf Diynamic veröffentlichten Produktionen sind inspiriert und beinhalten analoge Instrumentensamples. Stimmings Musik wurde darüber hinaus als „herzzerreißende Melodien und akustisches Gefühl“ charakterisiert.
Seinen Durchbruch hatte Stimming im Jahr 2008 mit der Single Una Pena, die den bearbeiteten Gesang der chilenischen Folklore-Sängerin Violeta Parra enthielt. 2009 veröffentlichte Stimming sein Debütalbum Reflections, das großen Anklang fand und ihm 2010 einen Ibiza DJ Award in der Kategorie „Best Newcomer“ einbrachte. 2012 überarbeitete Stimming zusammen mit einem Freund seinen Track „November Morning“ zu einem klassischen Arrangement und ließ die neue Version vom Brandenburgischen Staatsorchester Frankfurt (Oder) aufführen und aufnehmen. Stimings drittes Album Stimming wurde an der Ostseeküste aufgenommen und 2013 veröffentlicht. 2016 veröffentlichte Stimming seine vierte und konzeptionellste LP Alpe Luisa, die größtenteils über den Zeitraum von einem Monat in einer abgelegenen Hütte in den norditalienischen Dolomiten produziert wurde. 2018 veröffentlichte Stimming sein fünftes Album Exodus in Zusammenarbeit mit dem deutschen Neoklassik-Pianisten Lambert über das Berliner Label Kryptox. Ebenfalls 2018 wurde Stimming mit dem Deutschen Musikautorenpreis in der Kategorie „Komposition Dance/Elektro“ ausgezeichnet.
Stimming hat auch verschiedene Remixe veröffentlicht, unter anderem für Claude VonStroke, Nina Kraviz, Stephan Bodzin und Robert Babicz, Marc Romboy, Kiasmos und Deadmau5. Stimming arbeitete früh in seiner Karriere mit dem südafrikanischen Sänger Lazarusman zusammen, was ihm eine treue Fangemeinde in dem Land einbrachte, wo er häufig auftritt und zu Besuch ist.
Zu den Einflüssen auf seine Musik führt Stimming DJ Krush und Amon Tobin an.

## Live-Auftritte
Stimming ist bereits auf zahlreichen Festivals weltweit aufgetreten, darunter dem Diynamic Festival und dem Into The Woods Festival in den Niederlanden, Babylon Festival in Australien, Fusion Festival und Melt! Festival in Deutschland, Open Space Festival in Frankreich, The BPM Festival in Mexiko und Rage Festival, Südafrika.

## Equipment
Stimming ist bekannt dafür, dass er die neueste Technologie für seine Songs verwendet und sowohl im Studio als auch bei Live-Sets mit einer Vielzahl von Geräten arbeitet. Er weigert sich, mit Maus und Tastatur zu arbeiten und entscheidet sich stattdessen für Geräte mit Stift-Display. Unter anderem hat er auch Musik auf einem 4D-Soundsystem aufgeführt. Stimming hat verschiedene elektronische Musikgeräte in Online-Videos für Electronic Beats TV rezensiert. Er hat ebenfalls erklärt, dass er nie ein wiederholtes Sample in seiner Arbeit verwendet hat. Stimming verwendet häufig Field Recordings von alltäglichen Gegenständen wie einer Kaffeemaschine, Kinderspielzeug oder Kleingeld in seinen Aufnahmen und hat zugegeben, sein Tonbandgerät überall hin mitzunehmen.
Stimming produziert mit einer Touch-basierten Version der digitalen Audio-Workstation Bitwig Studio.

## Diskographie

### Alben
- Friedrich (2025)
- Ludwig (2021)
- Exodus (mit Lambert) (2018)
- Alpe Luisa (2016)
- Stimming (2013)
- Liquorice (2011)
- Reflections (2009)

### EPs und Singles
- Eiger Nordwand EP (mit Marcus Worgull) (2020)
- Frankfurt Main / Saida 222 (mit Dave DK) (2018)
- Die Luft der Garten und das Meer (2018)
- Alpe Luisa Remixes (2016)
- Filosofia (mit Renato Ratier) (2016)
- Stekker EP (mit Johannes Brecht) (2015)
- The Southern Sun EP (2014)
- November Morning EP (2012)
- Window Shopping EP (2012)
- Challenge Everyday EP (mit Solomun) (2011)
- Cheesecake (2011)
- Change EP (2010)
- Bright Star (mit Ben Watt und Julia Biel) (2010)
- Gänseblümchen (2009)
- Buxton Pipes (2009)
- Remixe Session 03 (2009)
- Stormdrum EP (2009)
- Short Story (2008)
- Trilogy EP (mit H.O.S.H. und Solomun) (2008)
- Remix Session 02 (mit Solomun) (2008)
- Kleine Nachtmusik EP (2008)
- Tout Va Bien / The Anger (mit Matthias Meyer) (2008)
- Mesdames EP (2008)
- Una Pena EP (feat. Paula Olarte) (2008)
- Die Liebe (2008)
- Feuer & Eis EP (mit Solomun) (2007)
- Funkworm EP (2007)